# Batalha de Balaclava
A Batalha de Balaclava foi uma batalha da Guerra da Crimeia, travada entre o Império Russo e a coligação anglo-franco-otomana, à qual se juntaria, depois da batalha, o Reino da Sardenha. Foi travada em 25 de outubro de 1854, em Balaclava, na margem do Mar Negro e foi o segundo maior confronto durante este conflito (1854-1856). O seu resultado tem sido visto ou como uma vitória pírrica dos aliados ou como um empate não decisivo no decurso da guerra.
Os aliados decidiram-se por não fazer um assalto imediato a Sebastopol e prepararam-se para um cerco prolongado - que duraria doze meses. Os britânicos, sob comando de Lord Raglan, e os franceses, sob orientação de Canrobert, posicionaram as suas tropas a sul do porto do Quersoneso: o exército francês ocupou Kamiesh na costa ocidental, e os britânicos foram para Balaclava, a sul. Todavia, esta posição forçou os britânicos a defender o flanco direito das operações de cerco aliadas, para o qual Raglan dispunha de poucas tropas. Tirando vantagem da sua exposição, o general russo Pavel Liprandi, com os seus 25 000 homens, preparou-se para atacar as defesas em Balaclava e arredores, desejando destruir a cadeia de abastecimentos entre a base britânica e as linhas de cerco.
Esta batalha é famosa pela polémica que gerou entre os historiadores a famosa carga da Cavalaria Ligeira Britânica, imortalizada por Alfred Tennyson no século XIX no poema intitulado «The Charge of The Light Brigade». Alguns registos históricos indicam que a decisão de realizar esta operação militar foi tomada apressadamente e sem a devida análise da situação no terreno. Durante a carga, a Brigada Ligeira foi totalmente destruída. Discute-se do ponto de vista da história militar se o erro foi de quem deu a ordem ou de quem a executou. Sabe-se que o momento e a forma foram mal escolhidos, e com isso a culpa seria dos oficiais que deram a ordem, sendo o oficial superior Lord Raglan. Foi ordenado à Cavalaria que carregasse  sem apoio da Infantaria a partir de uma zona pouco apropriada. Após uma carga da Brigada Pesada, a rivalidade entre os oficiais fez com que a Brigada Ligeira avançasse, com resultado desastroso.
As batalhas da Guerra da Crimeia, incluindo a de Balaclava, são ainda célebres por terem sido acompanhadas pelos primeiros correspondentes de guerra dos tempos modernos, uma novidade que tinha poucos anos. Entre eles destacou-se William Howard Russell. Este correspondente irlandês do The Times manteve uma postura muito crítica em relação ao modo como estavam organizadas as forças britânicas, chocando-o em particular o comportamento dos oficiais, que dispunham dos melhores luxos, enquanto os soldados viviam na mais miserável das condições.

## Antecedentes
A Rússia de Catarina, a Grande (1729-1796) tinha sido geralmente pró-britânica. O seu sucessor, Paulo I (1796-1801) tendia politicamente para Bonaparte, mas não viveu muito para impor essa marca na política externa do Império. O seu filho, Alexandre I da Rússia (1801-1825) fez realinhar com brevidade a Rússia com os britânicos e este alinhamento manteve-se até ao fim das Guerras Napoleônicas.
A frustrada invasão da Rússia pelas tropas de Napoleão Bonaparte em 1812 resultou numa maior preponderância dos Romanov na cena internacional. Após a morte de Alexandre I em 1825, o novo czar, o seu irmão Nicolau I (1825-1855), revelou-se um tirano, obcecado com a expansão territorial. Esta mudança conduziria a dois novos pontos de atrito na fronteira sul da Rússia, que eram a tentativa de tomar a península da Crimeia ao Império Otomano e a tentativa de desestabilizar os britânicos na Índia. Este conjunto de movimentações ficou conhecido como o "Grande Jogo" pelos britânicos e como "Torneio das Sombras" entre os russos. Seguiu-se um período de pequenos confrontos e guerras locais, que iria ter o seu auge na Primeira Guerra do Afeganistão (1839-1842). A "Fronteira Noroeste" (as terras entre o Afeganistão e o Paquistão de hoje) do Império Britânico continuariam sendo um problema por mais um século do "Grande Jogo".
A Grã-Bretanha, que se aliara à França, estava em 1854 prestes a declarar guerra ao Império Russo, que ocupara a Roménia e ameaçava o Império Otomano, tendo havido vários incidentes nesse ano. Após a retirada russa da Romênia, as forças aliadas decidiram basear-se na Crimeia para os enfrentar e tentar estancar o avanço russo na Europa Oriental e Ásia Menor.

### A caminho de Sebastopol

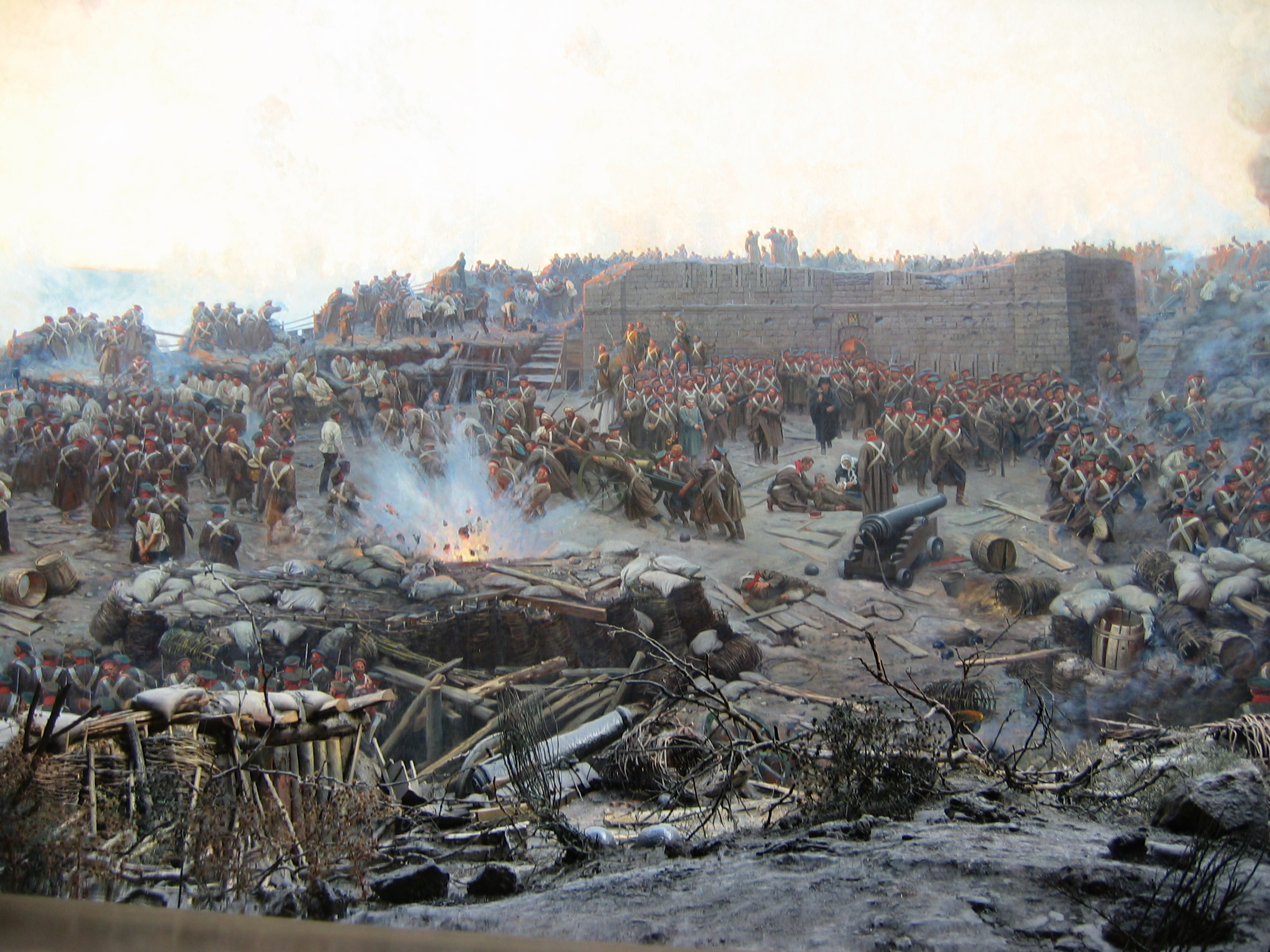
Foi durante o cerco de Sebastopol (aqui pintado por Franz Roubaud) que ocorreu a Batalha de Balaclava.

As frotas britânicas e francesas partiram do porto búlgaro de Varna em 5 de setembro de 1854, em direção à Baía Kalamita, na Crimeia. No dia 14 desse mês as tropas começaram o desembarque. Em quatro dias as forças aliadas tinham reunido 61 400 homens de infantaria, 1,2 mil na cavalaria e 137 armas pesadas. A cerca de 53 km a sul da zona do desembarque, para lá dos rios Bulganak, Alma, Katcha e Belbek, ficava a base naval russa e fortaleza militar de Sebastopol, o objetivo principal dos aliados na Crimeia. O general Menshikov, ciente da presença aliada, preparou as suas tropas nas margens do rio Alma, num esforço para deter o avanço anglo-francês, mas em 20 de setembro foi severamente derrotado na Batalha de Alma, a primeira grande batalha na península da Crimeia. As notícias da derrota russa foram encaradas com incredulidade pelo czar Nicolau I em São Petersburgo - pareceria que era apenas uma questão de tempo até que Sebastopol caísse. Mas a hesitação aliada, primeiro do comandante em chefe francês, Canrobert (que tinha sucedido ao recentemente falecido por cólera Marechal Saint-Arnaud), e depois de Lord Raglan, permitiu aos desmoralizados russos escapar do campo de batalha em relativa ordem e a Menshikov e seu exército atingirem Sebastopol, reorganizarem-se e recuperar o moral. "É terrível pensar no que poderia ter acontecido", escreveu o vice-almirante Vladimir Kornilov, "se não tivesse acontecido este erro do inimigo".
A marcha aliada para sul recomeçou na manhã do dia 23 de setembro, mas havia ainda que definir um plano de ação: foi só então que passaram o rio Katcha à vista de Sebastopol, e os comandantes aliados discutiram as suas opções. O plano aliado tinha previsto uma passagem do rio Belbek antes de atacar o lado norte do porto de Sebastopol, defendido pelo Forte da Estrela. Informações secretas tinham revelado que a posição era muito mais forte do que se tinha julgado à primeira vista. John Burgoyne, o engenheiro mais experiente do Exército Britânico, defendeu um ataque a Sebastopol pelo lado sul, que, de acordo com todos os relatórios, era uma posição mal entrincheirada. Esta vista era partilhada por Saint-Arnaud que, tendo recebido as suas próprias informações secretas sobre os reforços dos russos, recusou-se a concordar com um ataque por norte. Burgoyne propôs uma marcha que exigiria aos aliados circundar a cidade a leste para atacar o porto pelo lado sul, onde as defesas eram mais fracas. Raglan esteve tentado a concordar, argumentando que sempre fora essa a sua posição: sempre soubera que o problema dos reabastecimentos seria facilitado com o cerco aos portos meridionais do Quersoneso.
Em 24 de setembro Menshikov começou a retirar o seu exército de Sebastopol para Bakchi Serai e Simferopol, deixando a cargo dos almirantes Kornilov e Nakhimov a organização da guarnição de cerca de 18 000 homens, sobretudo marinheiros, e preparar as defesas do porto. Ao passar para o interior da península da Crimeia, Menshikov não só iria manter abertas as comunicações com a Rússia, como estaria em contato com reforços de Odessa ou Kerch. Além disso, ficaria livre para manobrar no campo e ameaçar o flanco dos aliados. Enquanto Menshikov se movia para leste, o exército anglo-franco-otomano, com os britânicos à frente, continuou a sua marcha para a costa do sul da Crimeia. O calor era intenso, a água rara, e a cólera grassava, causando grandes perdas no exército, mesmo entre oficiais como o marechal Saint Arnaud. A marcha foi difícil e cheia de incidentes: em certo lugar perto da chamada "Quinta de MacKenzie", a 25 de setembro, Lord Raglan e o seu pessoal na frente da coluna britânica depararam-se com a retaguarda do Exército Imperial Russo em retirada. Com a retaguarda do seu exército em desesperada desordem, Menshikov perdeu uma oportunidade para infligir uma reversão no decurso da guerra. No dia 26, porém, Lord Raglan chegou à vila de Kadikoi, o que lhe permitiu ver a estreita enseada de Balaclava. Nesse dia o marechal Saint Arnaud, gravemente doente, entregou o seu comando ao general Canrobert.

### Deslocação dos aliados

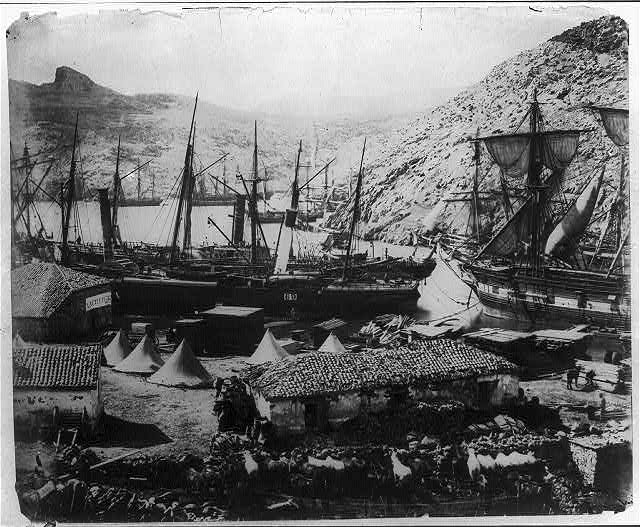
A Baía dos Cossacos, em Balaclava.

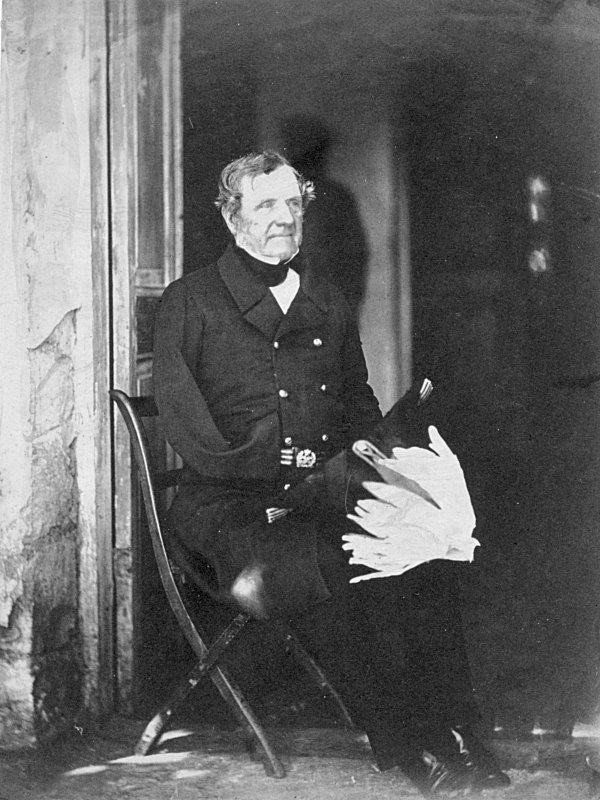
Lord Raglan.

Balaclava era muito pequena para ser usada por ambos os exércitos aliados em simultâneo. Por direito seriam os franceses que deveriam ocupá-la, enquanto os britânicos se moveriam para oeste, para os portos de Kazatch e Kamiesh. Canrobert ofereceu aos britânicos a hipótese de escolha, mas, mal aconselhado pelo almirante Lyons, Lord Raglan escolheu Balaclava para a sua base, sem se aperceber que as outras duas baías ofereciam melhores condições como portos de reabastecimento. Mais ainda, Raglan comprometeu o Exército Britânico a defender o flanco direito da operação aliada, garantindo a segurança de ambos os exércitos contra a ameaça colocada pelas forças de Menshikov a leste. A decisão de Raglan foi um grave erro, e um pelo qual o Exército Britânico pagaria um alto preço.
Para muitos, a única justificação para a marcha dos flancos seria um assalto imediato a Sebastopol. George Cathcart, comandante da 4.ª Divisão de Infantaria, pediu a Raglan que se agisse rapidamente. "Estou certo que posso lá entrar, quase sem perder nenhum homem." escreveria Cathcart a Raglan em 28 de setembro das alturas no leste da cidade. "Podíamos deixar as nossas coisas, e correr para ela em pleno dia… vemos pessoas a andar nas ruas em grande preocupação…". Mas a cautela foi mais forte, e planos de Burgoyne para um cerco formal, apoiados por Canrobert, foram preparados. Quando Raglan disse a Cathcart que nada aconteceria até que o cerco aliado estivesse montado, Cathcart não escondeu a sua irritação, "Land the siege trains! But my dear Lord Raglan, what the devil is there to knock down?" ou seja, "Montar o cerco! Mas, meu caro Lord Raglan, o que diabo há ali para destruir?".
Tendo decidido sobre que porto ocupariam, os aliados decidiram mover as suas forças para o Quersoneso. Esta península é rodeada a norte pelo porto de Sebastopol, à frente do qual o rio Tchernaya desagua, vindo de sudoeste. A parte oriental tem uma longa escarpa, chamada Sapouné, com cerca de 180 m de altura, e apenas tem duas passagens: a estrada de Voronstov e. no sul, o "Colo", pelo qual passava uma estrada mais íngreme e difícil que ligava a parte ocidental de Sebastopol a Balaclava. Sebastopol estava dividida ao meio pela ravina dos estaleiros. A duas das quatro divisões de Canrobert, orientadas pelo general Forey, foram atribuídas as operações no cerco ocidental, do Mar Negro até aos estaleiros. As outras duas, sob o comando do general Bosquet, atuariam como força de cobertura ao longo das colinas Sapouné. A norte de Bosquet estaria a 1.ª Divisão de Infantaria dos britânicos e além dela a 2.ª Divisão de Infantaria de De Lacy Evans que guardava o extremo direito da linha aliada com as colinas Inkerman à frente e o vale do Tchernaya à direita.

### O plano russo
À medida que as armas do cerco aliado bombardeavam Sebastopol, as reservas russas estavam a caminho da Crimeia. Na frente desses reforços estava a 12.ª Divisão de Infantaria - parte do 4.º Corpo russo - sob as ordens do general Pavel Liprandi. Esta divisão, que consistia nos regimentos Azovsky, Dniepre, Ucrânia e Odessa, juntamente com quatro baterias de artilharia, tinha chegado da Bessarábia. Quando a divisão chegou à Crimeia, Menshikov tinha decidido usá-la para atacar a retaguarda dos aliados a partid de Chorgun, e marchar para Balaclava.

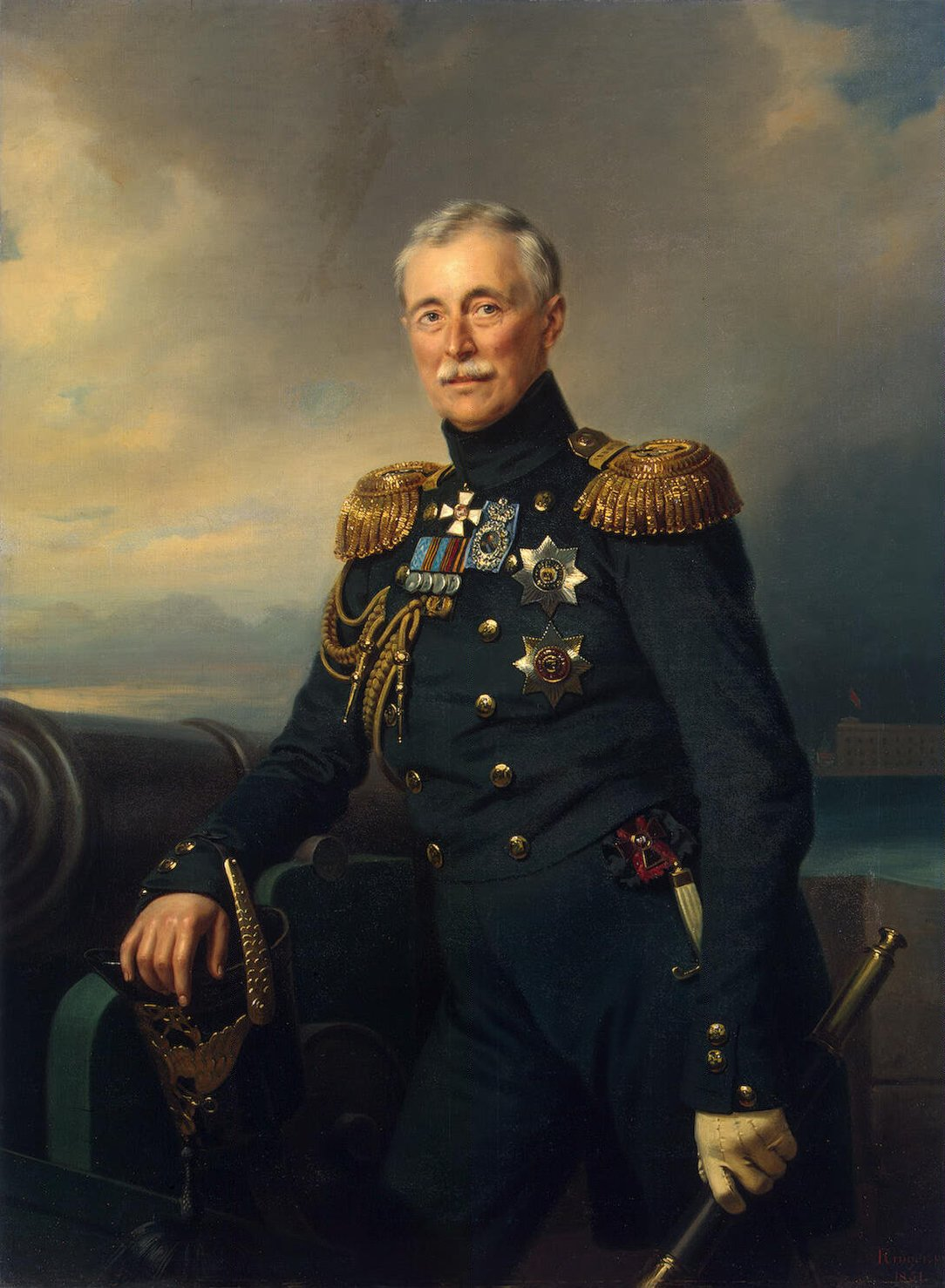
Alexander Menshikov, comandante chefe na Crimeia. Retrato de Franz Kruger.

A vulnerabilidade de Balaclava era bem conhecida por ambos os lados. Fazer o cerco em torno de Sebastopol, mantendo a segurança em simultâneo no flanco oriental dos aliados, fez com que os recursos de Raglan não pudessem responder a tudo. As vítimas britânicas na batalha de Alma haviam sido muitas, e muitos estavam ainda a sofrer com a epidemia de cólera, e outros simplesmente adoeciam de exaustão. Com a chegada de mais reforços russos, Menshikov passaria a dispor de um força no teatro de operações (incluindo a 12.ª Divisão) com cerca de 65 000 homens. O resto do 4.º Corpo - Divisões 10 e 11 - também foi a caminho da Crimeia, mas Menshikov, sob pressão de Nicolau I, decidiu não esperar por essas tropas antes do início do ataque.
A primeira movimentação dos russos foi na madrugada de 18 de outubro, quando o tenente-coronel Rakovitch atacou a aldeia de Chorgun com infantaria (três batalhões, 200 cossacos e quatro canhões). A partir daqui, Liprandi, Rakovitch, e o major-general Semyakin foram capazes de reconhecer os redutos aliados ao longo das chamadas «Causeway Heights». Para os comandantes russos, e, tardiamente, para os Royal Engineers, os redutos foram julgados como estando demasiado à frente da linha defensiva interior de Balaclava para que pudessem ser adequadamente defendidos e apoiados pelos britânicos. Os russos também tinham  relatórios de reconhecimento que indicaram que estas defesas exteriores eram ocupadas por uma mistura de tunisinos, recrutas sem experiência, e milicianos, nenhum do mesmo calibre dos homens que os tinham derrotado no rio Danúbio, no início da guerra. Para Liprandi e os seus generais, parecia que um rápido ataque contra os redutos teria grande êxito.
Em 23 de outubro Liprandi reuniu 16 000 homens, conhecidos como o «Destacamento de Chorgun», com 17 batalhões, 30 esquadrões, e 64 armas pesadas. A coluna da esquerda, comandada pelo major-general Gribbe, avançou pelo rio Tchernaya para a aldeia de Kamara. A coluna central, com o major-general Semyakin, foi dividida em duas alas: o próprio Semyakino, comandando a ala esquerda, levou as suas tropas do sul de Chorgun antes de partir para a colina de Canrobert e o primeiro reduto; o major-general Levutsky, comandando a ala direita da coluna central, foi encarregado do assalto ao reduto n.º 2, mais longe e a oeste. Entretanto, a coluna da direita, com o coronel Skyuderi, foi avançando pelo Tchernaya através da Ponte Tractir antes de passar por sul para as colinas Fedioukine e atacar o reduto n.º 3. Os ataques foram apoiados pelo tenente-general Ryzhov, de cavalaria. Uma nova força, com 4 500 homens e 14 armas pesadas, liderada pelo major-general Zhabokritsky, protegia Liprandi do lado direito dos aliados. Quando os redutos fossem capturados, Zhabokritsky ocuparia as colinas Fedioukine. No total (incluindo a força de Zhabokritsky e uma reserva retida na Ponte Tractir) Liprandi tinha à sua disposição cerca de 25 000 homens e 78 armas - não o suficiente para ameaçar as linhas do cerco, mas mais do que suficiente para comprometer as defesas de Balaclava, cuja perda para os aliados seria grave.

## Descrição da batalha
A batalha ocorreu enquanto ingleses e franceses realizavam o cerco a Sebastopol. Preocupado com a potencial vulnerabilidade do abastecimento da base em Balaclava, Lord Raglan marchou para Sapoune em 18 de setembro, mas não via nenhum perigo imediato, apesar dos relatos de movimentação russa nas margens do Rio Tchernaya.
No entanto, sob o comando do Príncipe Menshikov, os russos preparavam o seu avanço e continuavam a fazê-lo no início ou em meados de outubro. Na manhã de 25 de outubro o Exército Imperial Russo, alertado em relação ao avanço da cavalaria britânica sob o comando de Lord Lucan, preparou-se para o combate.

### Forças envolvidas
As forças envolvidas foram as seguintes:

#### Forças dos aliados
- Exército Britânico (Lord Raglan)

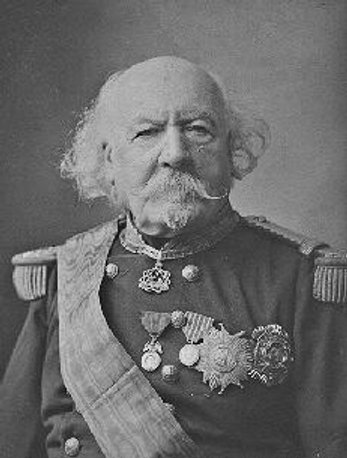
Canrobert liderou as forças francesas.

  - Divisão de Cavalaria (Lord Lucan)
    - Brigada Pesada (James Scarlett)
    - Brigada Ligeira (Lord Cardigan)

  - 1.ª Divisão de Infantaria (Jorge de Hanôver, duque de Cambridge)
    - Brigada da Guarda (Bentinck)
    - Brigada das Terras Altas (Highlands) (Guarnição de Balaclava) (Colin Campbell)

  - 2.ª Divisão de Infantaria (de Lacy Evans)
  - 4.ª Divisão de Infantaria (Cathcart)
    - 1.ª Brigada (Goldie)
    - 2.ª Brigada (Torrens)
- Exército Francês (Canrobert)
  - 1.ª Brigada de Cavalaria (d'Allonville)
  - Corpo de Observação (Bosquet)
    - 1.ª Brigada (Espinasse)
    - 2.ª Brigada (Vinoy)

Cerca de 1 500 turcos (comandados pela artilharia britânica) e um número não registado de sardo-piemonteses participaram também.
Total: cerca de 20 000 homens e 41 armas pesadas.

#### Forças russas
O exército russo no local (composto por cerca 25 000 homens e 78 armas pesadas sob o comando local do tenente-general Pavel Liprandi) poderia atravessar o rio e alcançar o aqueduto (que transportava água para o abastecimento de Sebastopol).
O exército russo tinha quatro regimentos de infantaria, lanceiros, hussardos, cossacos e artilharia para defender o porto de Balaclava.
- Exército Imperial Russo (Liprandi)
  - Cavalaria (Ryzhov)
  - Coluna Norte (Skiuderi)
  - Coluna Central-Esquerda (Semiakin)
  - Coluna Central-Direita (Levutski)
  - Coluna Sul (Gribbe)
  - Reserva (Zhaboritski)

### Fases da batalha

Plano da Batalha de Balaclava. A verde, as forças russas; a vermelho, os britânicos e a azul os franceses. Legenda:
1. Carga da Brigada Pesada
2. Fina Linha Vermelha
3. Carga da Brigada Ligeira
4. Carga dos Chasseurs d'Afrique.

A batalha pode ser decidida em quatro fases principais:
A primeira fase começou de madrugada com o avanço da infantaria britânica sobre os russos.
A segunda fase da batalha começou cerca das oito e meia da manhã. Liprandi deu ordem a Ryzhov para liderar a principal força de cavalaria russa que avançasse contra o acampamento inimigo. O ataque da artilharia e infantaria russas incidiu sobre os redutos otomanos que formavam a primeira linha de defesa de Balaclava. Os turcos inicialmente resistiram ao assalto russo, mas a falta de apoio forçá-los-ia a retirar. Ryzhov começou a avançar ao longo do oeste do Vale do Norte, apoiado por 26 canhões de campo, mas estava preocupado com infantaria inimiga. Entretanto a cavalaria russa foi forçada a recuar, pelo major-general Sir Colin Campbell com cerca de 700 britânicos e mil turcos, numa ação determinada que ficou conhecida como 'A Fina Linha Vermelha' (The Thin Red Line), embora esta designação só se tenha tornado conhecida mais de 20 anos depois da batalha. Esta linha manteve-se e repeliu o ataque, tal como as tropas da Brigada Pesada do general James Yorke Scarlett, que carregaram e derrotaram grande parte do avanço da cavalaria, forçando os russos a colocar-se em posição defensiva.
A terceira fase da batalha envolveu a Brigada Pesada. Durante essa fase, a brigada russa, apesar de numericamente superior, foi forçada a recuar. Os "Dragoons" venciam, e orgulhosamente ostentaram a divisa "Nulli Secundus" (segundo para ninguém).
A quarta fase, última da batalha, teve início por volta das 10 horas e 15 minutos da manhã. Apesar de desentendimentos entre os oficiais ingleses (Lucan e Nolan), Balaclava permaneceu em mãos dos aliados, principalmente pelo sucesso da Thin Red Line e da Brigada Pesada.
Os russos também tinham motivos para estar satisfeitos com o dia, apesar de não terem cortado as linhas de comunicação britânicas ou ameaçar gravemente Balaclava, e capturaram um número considerável de fortificações e de armas.

### A carga da Brigada Ligeira

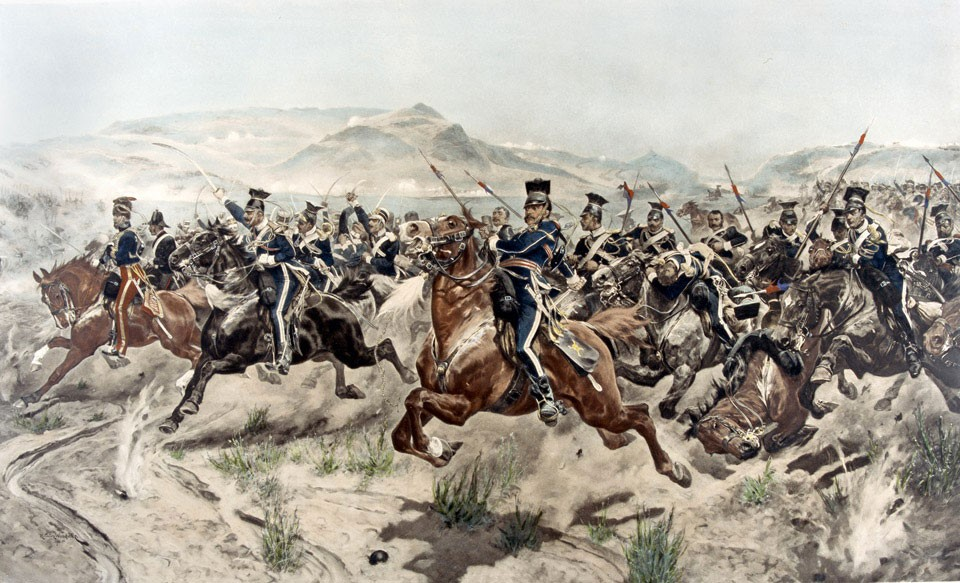
Carga da Brigada Ligeira, pintura de Caton Woodville.

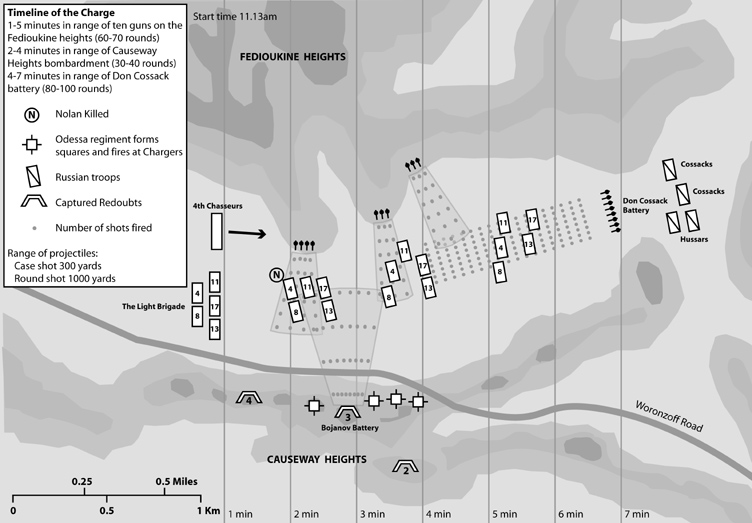
Diagrama dos eventos durante a carga da Brigada Ligeira.

Este acontecimento é descrito como um dos episódios mais heróicos ou mais desastrosos de toda a história militar britânica. Lord James Cardigan realiza uma carga de cavalaria da Brigada Ligeira contra a bem defendida artilharia russa durante a Guerra da Crimeia. Os britânicos ultrapassariam a Batalha de Balaclava quando Cardigan recebeu a ordem de atacar os russos. A sua cavalaria carregou sobre os inimigos sem hesitar, mas foi dizimada pelas armas pesadas dos russos, sofrendo 40% de baixas em poucos minutos. Posteriormente, soube-se que a ordem foi o resultado de um erro (uma ordem que não foi dada intencionalmente). Lord Cardigan, que sobreviveu à carga, foi considerado um herói nacional na Grã-Bretanha.
A Brigada Ligeira era formada pelo 4.º e 13.º Regimentos de Dragões Ligeiros, pelo 17.º Regimento de Lanceiros, e pelos 8.º e 11.º Regimentos de Hussardos, às ordens do general Lord Cardigan. Carregaram junto com a Brigada Pesada, formada pelo 4.º Regimento de Dragões Irlandeses da Guarda, pelo 5.º Regimento de Dragões da Guarda, pelo 6º Regimento de Dragões de Inniskilling e pelo Scots Greys. Estas unidades eram as principais forças de cavalaria britânicas no campo de batalha. O comando da cavalaria recaía em Lord Lucan.

#### A ordem de ataque
Lucan recebeu uma ordem do comandante-chefe do exército, Lord Raglan, indicando que «Lord Raglan deseja que a cavalaria avance rapidamente para diante, persiga o inimigo, e tente impedir que retire os seus canhões. A artilharia montada pode acompanhá-la. A cavalaria francesa encontra-se à sua direita. Imediatamente.». Quem levava a ordem era o capitão Nolan, que talvez tenha transmitido informações complementares de viva voz.

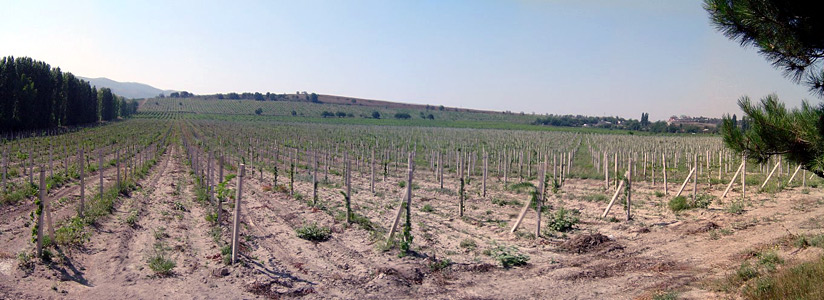
Uma vista recente do «vale da morte», onde a carga teve lugar. Hoje é ocupado por vinhas, mas era campo aberto em 1854.

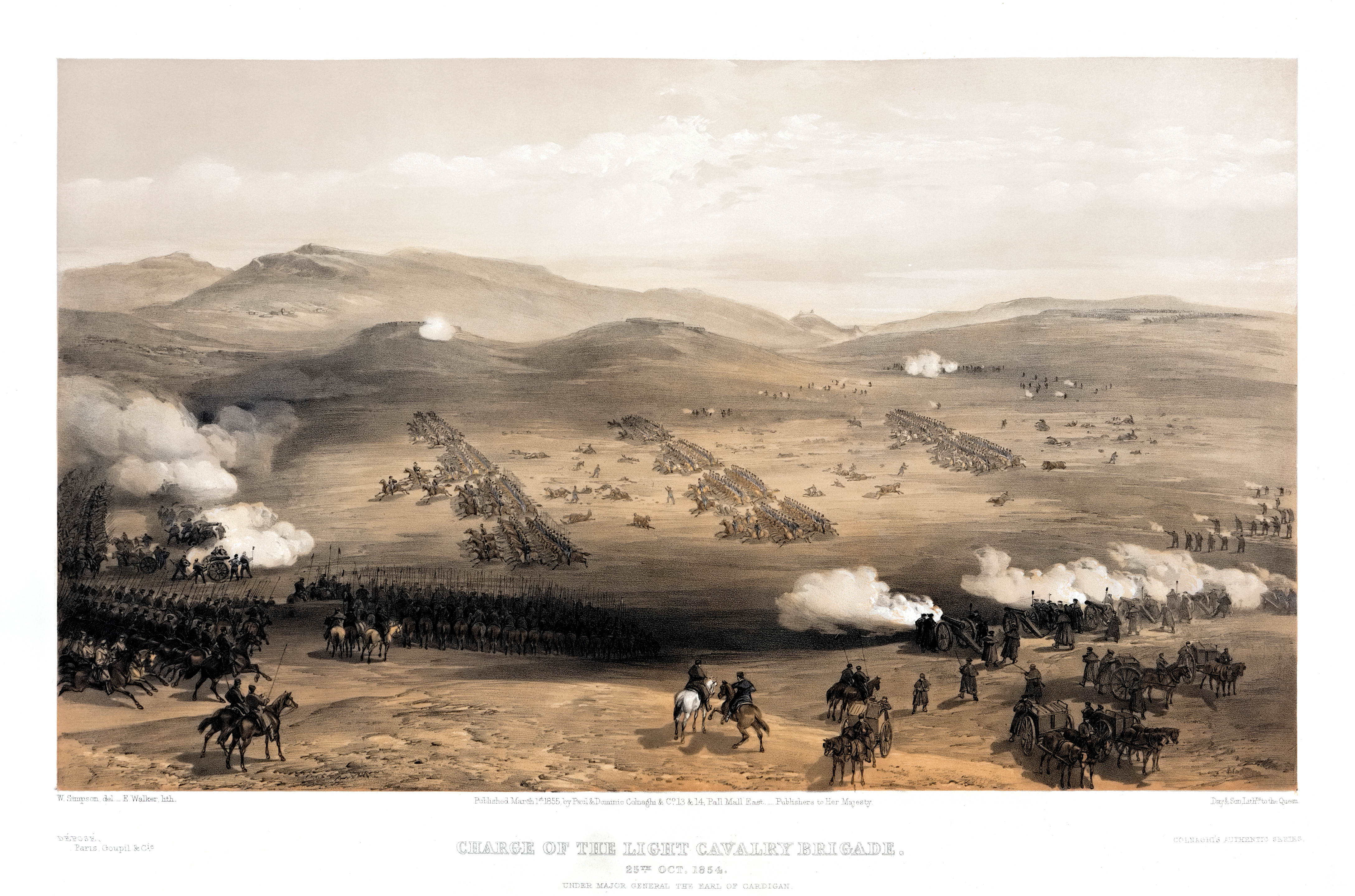
The Charge of the Light Brigade at Balaklava, por William Simpson (1855), ilustrando a carga no «vale da morte» na perspectiva russa.

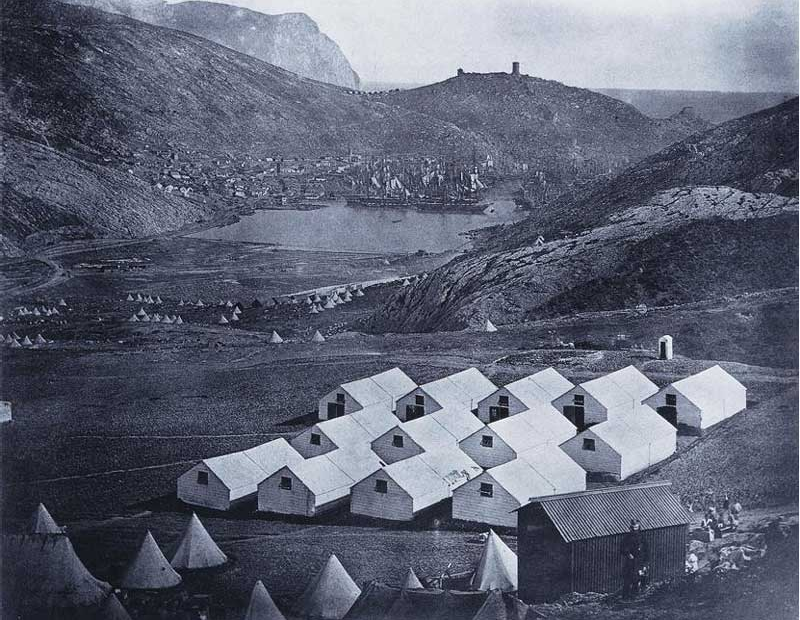
Acampamento do exército em Balaclava.

Como resposta à ordem, Cardigan dirigiu 673 (ou 661) ginetes directamente através do vale existente no sopé da colina de Fedyukhin, e que mais tarde o poeta Alfred Tennyson denominaria vale da morte. As tropas russas, sob comando de Pavel Liprandi, eram formadas por aproximadamente 20 batalhões de infantaria com o apoio de mais de cinquenta peças de artilharia. Tais forças estavam distribuídas de ambos os lados e no fundo do vale.
Parece que a ordem de Cardigan se referia à massa de canhões russos existentes num reduto no fundo do vale, aproximadamente 1,5 km mais longe, enquanto Raglan terá percebido que se referia a um grupo de redutos na outra vertente da colina que formava o lado esquerdo do vale. Aqueles não eram visíveis desde as posições ocupadas pela Brigada Ligeira, colocada no fundo do vale.
A brigada alcançou o contato com as forças russas do fundo do vale, e obrigou-as a fugir do reduto. Sofreu fortes perdas, e foi rapidamente obrigada a recolocar-se. Lucan fracassou na sua missão de apoiar Cardigan, e alguns suspeitam que isso se devia à animosidade que sentia contra o seu cunhado: a Brigada Pesada alcançou o vale, mas não avançou mais. A cavalaria francesa, os Caçadores de África, foram mais eficazes já que romperam a linha russa da colina de Fedyukin e cobriram os sobreviventes da Brigada Ligeira durante a sua retirada.
Cardigan sobreviveu, e descreveria o combate num discurso na Mansion House, em Londres, que foi registado e amplamente citado posteriormente na Câmara dos Comuns:
«Avançámos por uma encosta gradual de mais de um quilómetro, as baterias vomitavam sobre nós obuses e metralha, com uma bateria à nossa esquerda e outra à nossa direita, e o espaço intermédio cheio de fuzis russos; assim, quando chegámos a 50 metros da boca dos canhões que tinham lançado a destruição sobre nós, estávamos, de facto, rodeados por um muro de fogo, além do dos fuzis no nosso flanco.
Enquanto subíamos a colina, o fogo oblíquo da artilharia caía sobre a nossa retaguarda, de tal modo que recebíamos um forte fogo sobre a vanguarda, os flancos e a retaguarda. Entrámos no espaço da bateria, atravessamo-la, os dois regimentos à cabeça ferindo um grande número de artilheiros russos ao passar. Nos dois regimentos que tive a honra de dirigir, cada oficial, com uma única exceção, foi ou bem ferido, ou morto, ou viu o cavalo que montava morto ou ferido. Estes regimentos passaram, seguidos pela segunda linha, formada por dois regimentos suplementares, que seguiram o seu dever de ferir os artilheiros russos.
Depois veio a terceira linha, formada por outro Regimento, que completou o trabalho dado à nossa Brigada. Creio que se fez com verdadeiro êxito, e o resultado foi que esse corpo, formado por apenas 670 homens aproximadamente, conseguiu atravessar a massa da cavalaria russa que — como soubemos posteriormente — dispunha de 5 240 homens; e tendo atravessado esta massa, deram a volta, como se diz na nossa expressão técnica militar, «ao fundo de tudo», e retiraram-se do mesmo modo, provocando tantos danos como era possível na cavalaria inimiga. De regresso à colina de qual havia partido o ataque, tivemos que sofrer a mesma mão de ferro e padecer o mesmo risco de disparos dos atiradores no nosso flanco que na ida. Muitos dos nossos homens foram atingidos, homens e cavalgaduras resultaram mortos, e muitos dos homens cujas montadas morreram foram massacrados quando tentavam escapar.

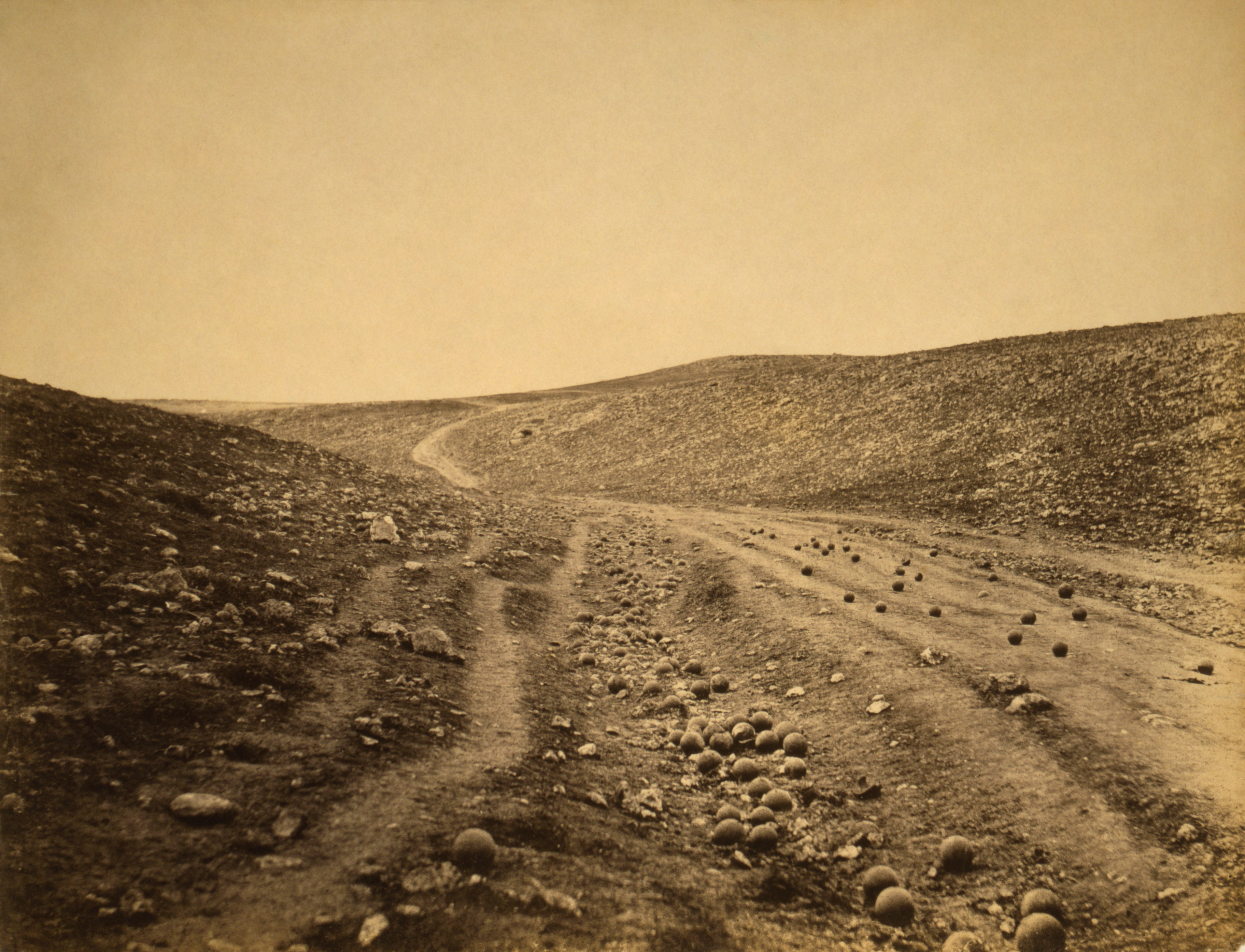
O «Vale da morte», onde a batalha teve lugar, fotografado por Roger Fenton em 1855.

Mas, meu lorde qual foi o sentimento destes valentes que regressaram à sua posição, se de cada regimento não voltou senão um pequeno destacamento, e dois terços dos efetivos implicados na ação se tinham perdido?. Creio que cada homem que participou neste desastroso assunto de Balaclava, e que teve a bastante sorte para continuar com vida, deve notar que foi somente por um decreto da Divina Providência que escapou à morte mais certa que era possível conceber».

#### Consequências
A brigada não ficou completamente destruída, embora sofresse terríveis perdas: 118 mortos, 127 feridos, e a perda de 362 cavalos. Depois de serem reagrupados, apenas 195 homens dispunham de cavalo. A futilidade da ação e a sua bravura imprudente fizeram afirmar o general francês Pierre Joseph François Bosquet: «C’est magnifique, mais ce n’est pas la guerre», ou seja, «É magnífico, mas não é a guerra». Diz-se que os chefes russos acreditavam a princípio que os ginetes tinham abusado da bebida. A reputação da cavalaria britânica melhorou notavelmente com esta carga, embora o mesmo não se possa dizer do seu comando.
A lentidão das comunicações marítimas fez com que as notícias do desastre não chegassem ao conhecimento do público britânico senão três semanas depois. Os relatos da frente dos chefes britânicos publicaram-se numa edição extraordinária da London Gazette em 12 de novembro de 1854. Raglan implica Lucan pela carga, declarando que «Por sua incompreensão da ordem de avanço, o tenente-general (Lucan) considerou que devia atacar a qualquer preço, e ordenou o major-general Cardigan avançar com a Brigada Ligeira».
Sobre o comportamento da "Thin Red Line" da infantaria britânica Friedrich Engels considerou o episódio ímpar, tendo escrito: «A linha de batalha britânica fez o que praticamente nenhuma outra infantaria fez antes: alinhados para receber os seus mosquetes, até ao último minuto antes da carga (…) quando o inimigo chegou a 30 metros (…) e quase sempre com o maior sucesso a infantaria britânica disparou com tal frieza, mesmo no momento mais crítico, que o seu fogo teve seu impacto em todas as outras tropas».

## Avanços técnicos
A Batalha de Balaclava, no início da Guerra da Crimeia, representou uma nova fase da história militar, pois foi nesta ocasião que se deram numerosas estreias no campo de batalha, em relação a volume de fogo, à velocidade das informações no campo de batalha e a eventos acessórios. Algumas destas inovações deram-se na própria batalha, enquanto outras aconteceriam nos confrontos que se lhe seguiriam na mesma guerra: foram usados fuzis e canhões de retrocarga; o caminho-de-ferro foi usado de forma tática; deram-se combates em trincheiras; começaram a aplicar-se, mesmo que de forma ainda rudimentar, práticas médico-cirúrgicas com anestesia; deu-se a grande divulgação dos alimentos enlatados, processo inventado poucas décadas antes; estava-se no início do interesse do grande público pelas reportagens dos correspondentes de guerra, iniciadas poucos anos antes por Henry Crabb Robinson, jornalista do The Times, jornal que mantinha o público informado sobre os desenvolvimentos da frente; também o irlandês William Howard Russell (1821-1907), «um homem grande, barbudo, grosseiro, com a voz de barítono e um gosto todo especial por charutos e conhaque, não importando a origem ou a marca», foi dos primeiros a descrever para o público a verdade e os horrores da guerra, que considerava um inferno. Recorria ao telégrafo (inventado em 1840). Ficou célebre a sua descrição da confrontação de Balaclava: "Os cavaleiros avançam em duas linhas, aumentam o galope ao aproximar-se do inimigo… A mil e duzentas jardas, a inteira linha inimiga, de trinta bocas de ferro, um dilúvio de fumaça e chamas através do qual assobiam projéteis mortais…".
Também datam deste conflito as primeiras fotografias de guerra (Roger Fenton); utilizou-se o telégrafo para comunicação, e também um cabo submarino, que atravessava 550 km sob o Mar Negro; a enfermagem moderna, criada por Florence Nightingale, acudia aos feridos que eram transportados por mar da Crimeia para o hospital de campanha em Scutari, um bairro de Constantinopla (hoje Istambul).

## Acontecimentos posteriores

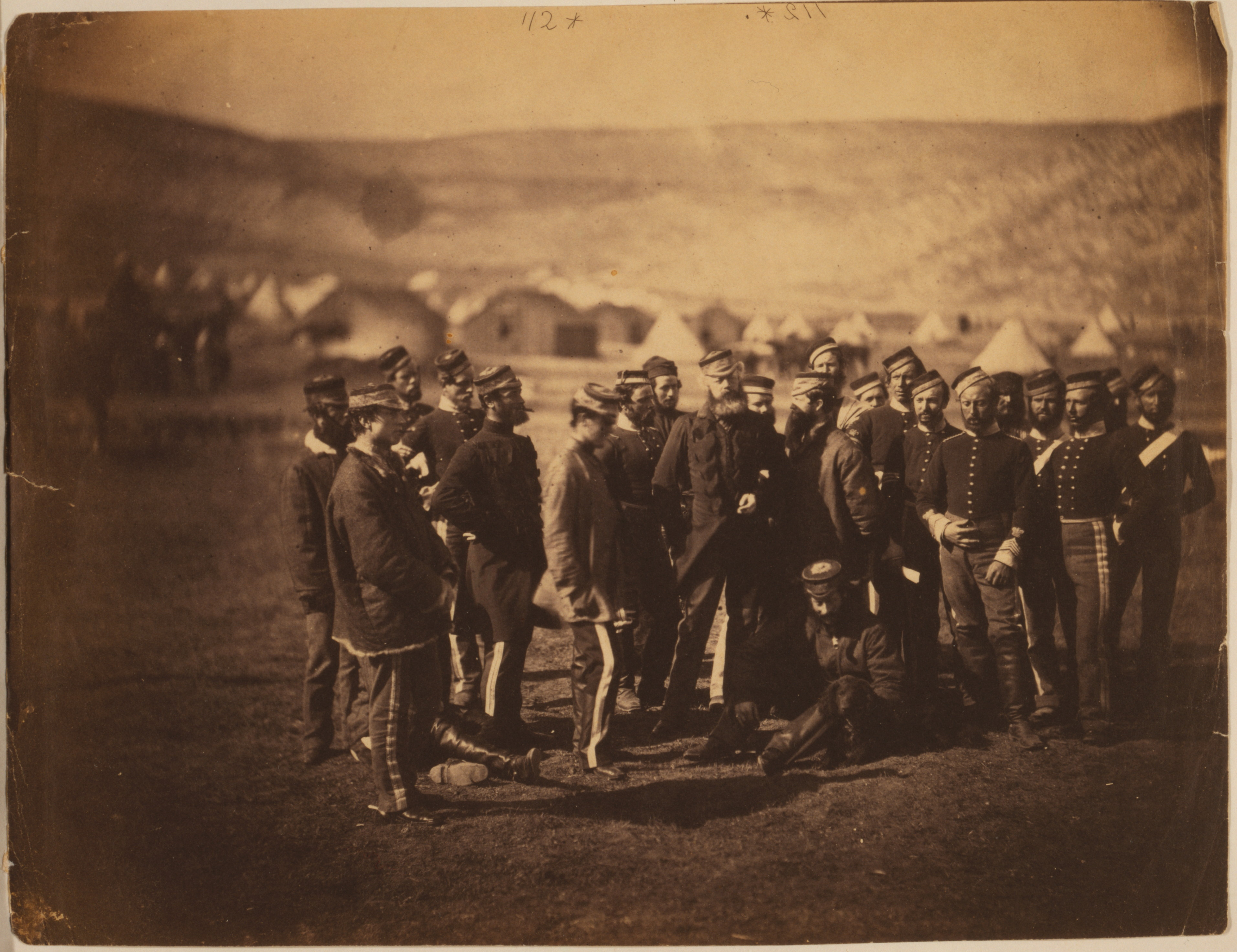
Oficiais e soldados sobreviventes da carga, poucos meses depois da batalha.

A perda da Brigada Ligeira foi um acontecimento traumático do qual os aliados não foram capazes de recuperar imediatamente, e não houve outras ações militares nesse dia. Dos cerca de 666 homens que se sabe terem entrado na carga (as fontes podem variar ligeiramente nos últimos dígitos), 271 foram baixas: 110 mortos (cerca de 17%), 129 feridos, mais 32 feridos aprisionados. Foram mortos 375 cavalos. Raglan não poderia agora arriscar as suas divisões de infantaria numa tentativa de retirar as forças russas das chamadas «Causeway Heights». Mesmo que os redutos fossem recuperados, teriam de ser defendidos por homens cuja prioridade era o Cerco de Sebastopol, e Raglan não ousou expor a sua base de abastecimentos de Balaclava a mais ataques russos. As divisões britânicas de infantaria n.º 1 e n.º 4, assim, regressaram ao planalto, a primeira ser os regimentos das Terras Altas da Escócia, a quem foi ordenado que permanecessem no vale sob o comando de Campbell.
Para os russos, a Batalha de Balaclava foi uma vitória e induziu uma moral elevada - tinham atacado os redutos britânicos e retomado o controlo da estrada de Voronstov. A perda da linha exterior de defesa restringiu fortemente os movimentos dos aliados e confinou-os a uma área reduzida entre Balaclava e Sebastopol. Quase todos os oficiais receberam condecorações. O general Semyakin recebeu a Ordem de São Jorge do 3.º grau. Gribbe e Levutsky foram feitos cavaleiros da Ordem de Santo Estanislau do 1.º grau, e o coronel Krudenr foi promovido a major-general. O general Liprandi foi galardoado com um sabre de ouro incrustado de diamantes, com a inscrição «Pela bravura». Semyakin escreveu para casa a contar as novidades da ação de Balaclava, que considerava um grande êxito - "muitos turcos e ingleses foram mortos pelas nossas baionetas russas, e muitos ingleses foram feridos pelas lanças dos nossos ulanos e cossacos, e por sabres dos nossos hussardos… Deus queira que o coração do Czar rejubile."
Os três exércitos seriam em breve reforçados: o Duque de Newcastle, então Secretário de Estado para a Guerra e as Colónias, prometeu a Raglan que o 3.º, 62.º e 90.º Regimentos de Infantaria seriam enviados para a Crimeia com um terceiro comboio de baterias. Canrobert, entretanto, viu-lhe serem prometidas mais três divisões de infantaria de França. Os russos também receberam reforços com a chegada de divisões no inicio de novembro. Estas tropas trouxeram força ao exército de Menshikov que passou a contar com 107 000 homens, mas o comandante russo estava sob forte pressão de São Petersburgo para atacar as linhas aliadas em Sebastopol. Durante semanas soube-se que os russos começariam em breve um ataque em grande escala aos sitiantes. Como preliminar, Menshikov lançou uma força de reconhecimento no lado direito da linha aliada, contra a 2.ª Divisão Britânica, nas colinas Inkerman, sobre o rio Tchernaya. O ataque de 26 de outubro (a batalha ficaria conhecida como Pequeno Inkerman) acabaria por dar vitória aos britânicos mas os russos recolheriam informações sobre a posição dos aliados. Com os seus serviços secretos, Menshikov lançaria o principal ataque da mesma posição uma semana depois, em 5 de novembro, no que seria a Batalha de Inkerman.